# Municipio de Harrison (condado de Hall)
El municipio de Harrison (en inglés: Harrison Township) es un municipio ubicado en el condado de Hall en el estado estadounidense de Nebraska. En el año 2010 tenía una población de 243 habitantes y una densidad poblacional de 2,6 personas por km².

## Geografía
El municipio de Harrison se encuentra ubicado en las coordenadas 40°55′1″N 98°33′2″O / 40.91694, -98.55056. Según la Oficina del Censo de los Estados Unidos, el municipio tiene una superficie total de 93.63 km², de la cual 93,63 km² corresponden a tierra firme y (0 %) 0 km² es agua.

## Demografía
Según el censo de 2010, había 243 personas residiendo en el municipio de Harrison. La densidad de población era de 2,6 hab./km². De los 243 habitantes, el municipio de Harrison estaba compuesto por el 97,53 % blancos, el 1,23 % eran de otras razas y el 1,23 % eran de una mezcla de razas. Del total de la población el 2,88 % eran hispanos o latinos de cualquier raza.